# アラメ
アラメ（荒布、滑海藻、学名: Eisenia bicyclis）は、コンブ目コンブ科アラメ属に属する大型の褐藻の1種である。根のような付着器で岩に付着し、1本の茎（茎状部）の先端は2年目以降に二叉に分かれ、多数の葉（葉状部）をつける。多年生であり大きなものは高さ1–3メートルになる。葉の表面にはシワがあり、側葉が分岐して二次側葉をつける。太平洋岸では東北地方（宮城県・牡鹿半島）から伊豆半島、日本海岸では山陰地方から九州および韓国の一部に分布し、低潮線付近で大規模な藻場（海中林）を形成する。ときに食用とされる。
日本産のアラメ属藻類には他に静岡県西部から四国東部に分布するサガラメ（相良布、学名: Eisenia nipponica）があり、サガラメは側葉が分岐せず二次側葉を欠く点でアラメと異なる。アラメとサガラメ、さらにカジメ属のカジメ、クロメ、ツルアラメなどはしばしば混同され、これらの褐藻も"アラメ"の名で食用とされることがある。

## 特徴
複相 (染色体を2セットもつ) で大きな胞子体と単相 (染色体を1セットもつ) で微小な配偶体の間で異型世代交代を行う。
胞子体は叉状分岐する付着器とそこから伸びる茎（茎状部）、およびその先端についた葉（葉状部）からなり、多年生（4–6年）で大きくなると高さ1–3メートルに達する。1年目の胞子体では、付着器から短い茎が伸びており、その先に1枚の笹の葉状の葉がつく。2年目以降は茎の先端が2叉に分岐し、それぞれ多数の側葉がついた形になる。側葉の両縁にはふつ2次側葉が形成され、またときに鋸歯がある。茎の二叉部はやや扁平で内側にねじれている。茎は生長すると直径2-3センチメートル、胞子体全体は長さ1–3メートルになる。葉は暗黄褐色から暗褐色、乾燥すると黒色、革質でふつうシワがある。葉と茎には粘液腔道がある。胞子体の成長期は春から初夏にかけてである。
アラメ属の種は、茎の先端が二叉に分かれることでカジメ属（カジメ、クロメ、ツルアラメなど）とは区別される。同属の類似種であるサガラメ（Eisenia nipponica）は二次側葉が形成されない（側葉が分岐しない）点でアラメとは異なる。
秋から冬にかけて、葉の表面に多数の遊走子嚢（単子嚢）がつくられて子嚢斑を形成し、遊走子嚢内で減数分裂を経て遊走子を放出する。遊走子は2本鞭毛性、岩などに着生して雄性または雌性の配偶体へと発生する。配偶体は微小な糸状体であり、雄性配偶体は造精器から精子を生じ、雌性配偶体は生卵器で卵を形成する。生卵器から半分抜け出た卵が精子と受精し、受精卵は胞子体へと発生する。

## 分布・生態
本州太平洋岸の北部から中部 (牡鹿半島から伊豆半島) と日本海沿岸南部 (山陰地方から九州北岸)、済州島に分布する。
岩礁域の潮間帯下部から潮下帯上部（水深0−5メートル）に生育し、大きな群落 (藻場、海中林) を形成する。アラメやその近縁種からなる藻場はカジメ・アラメ場とよばれ、特にアラメを主とする藻場はアラメ場ともよばれる。波が荒い場所に多く、カジメ属の種と同所的に生育している場所では、より浅所に生育する。沿岸域生態系において重要な存在であり、さまざまな動物の餌となり、また生育環境を提供する。

## 人間との関わり

### 名称
アラメは荒布や荒和布とも表記されるが、これはワカメ（和海藻、和布とも表記される）にくらべて荒々しく硬いことに由来するとされる。また滑海藻、阿羅女、阿良米と表記されることもある。
アラメは同属のサガラメ、別属のカジメ、クロメ、ツルアラメと形態的に類似しており、しばしば混同されている。アラメ属の中で静岡県西部以西の太平洋岸から見つかるものはアラメではなくサガラメであることが示されているが、"アラメ"とよばれていることが多い（下記参照）。またカジメやクロメ、ツルアラメも"アラメ"とよばれることがある。一方で地域によっては、アラメのことがカジメとよばれる。アラメには他の別名も多く、マタカジメ（千葉県）、シワアラメ、チリメンアラメ、ヒトツバ（静岡県; ただしこの中の一部は、サガラメの別名である可能性もある）、チリメン（壱岐）などがある。

### 利用
地域によってはアラメは食用とされているが、消費量は多くはない。ふつうゆでて干したものが売られているが、産地では生の若い藻体が流通していることがある。酢の物、味噌汁、煮物、炒め物、天ぷらなどに利用される。ただし上記のように、サガラメなど類似種を"アラメ"と表記している例が多い。
三重県では古くから"アラメ"が利用されており、あらめ巻き（イワシなどを巻いて煮付けたもの）、煮物、佃煮、酢の物、和え物（酢みそ和えなど）、炊き込みごはんなどに調理される。三重県あらめ協同組合や漁協では、"アラメ"の普及のため7月20日を「あらめの日」としている。ただし三重県など西日本太平洋側にアラメは分布せず、実際にはサガラメが利用されている。三重県でのサガラメの漁期は7–9月、多くは海女の刈り取りによって採取され、2000年以降の漁獲量は200トン程で推移してる（2012年現在）。三重県で採取されたサガラメの多くは、天日乾燥の後に洗浄、蒸され、細断後に乾燥され「刻みあらめ」（下図）とされる。

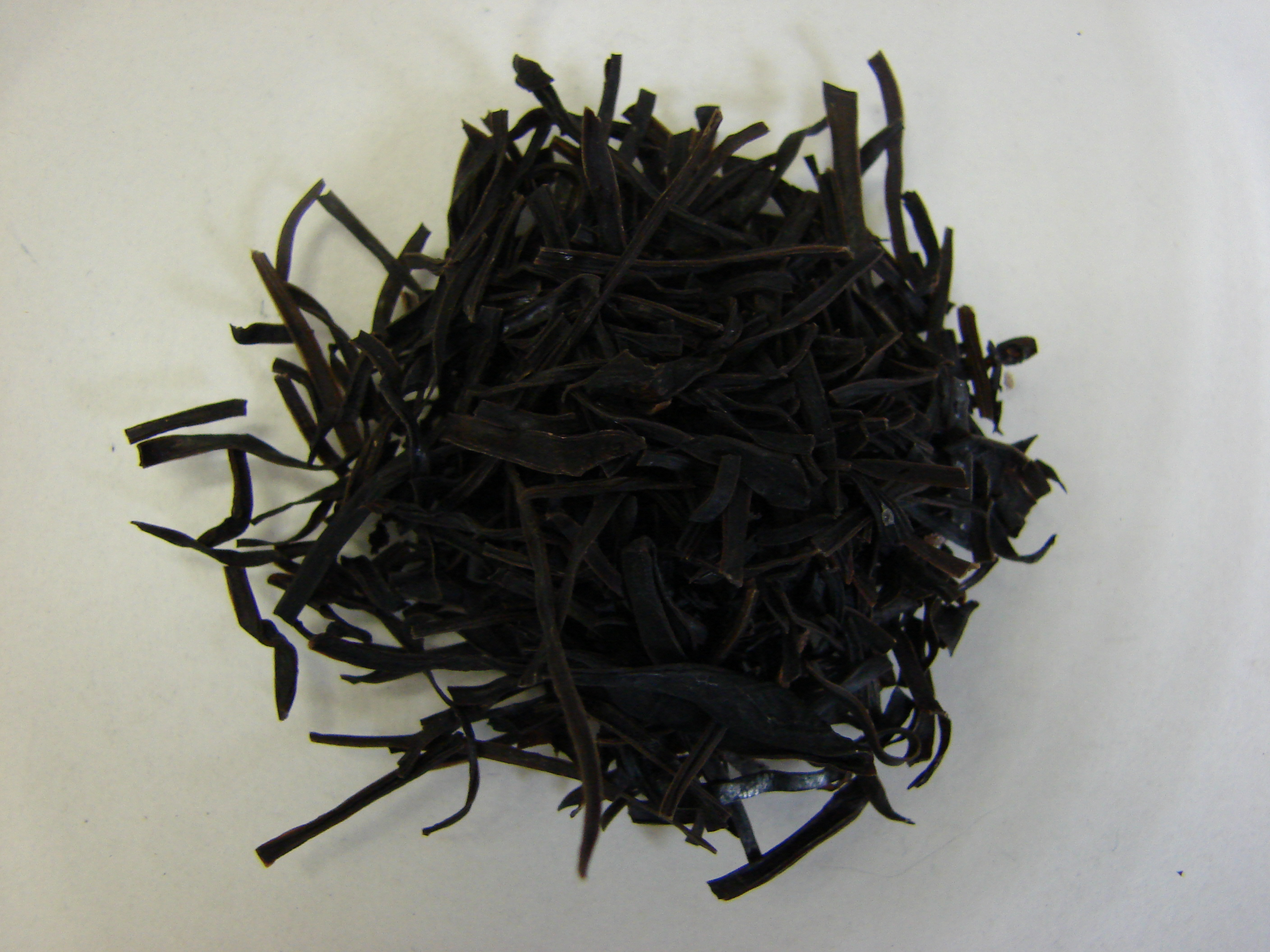
刻みあらめ

京都では8のつく日やお盆に"アラメ"を食べる風習があるが、これも多くは三重県で採取されたものであり、おそらくサガラメである。
お盆時期には8/16の朝に水で戻したアラメを油揚げと共に炊く「あらめの炊いたん」を作り8/18に食べる。8/16には午前中に茹で汁を玄関先に撒く「追い出しあらめ」と呼ばれる風習があり、先祖を送り出す意味がある。

徳島県（サガラメの分布域）では、"アラメ"を炊き込みご飯とする。また佐渡地方の特産品である「板あらめ」は、アラメではなくツルアラメからつくられる。隠岐（アラメの分布域）では、アラメは炒め煮などにして食される。
"アラメ"は、アルギン酸やヨウ素の原料、または肥料として用いられていた。
アラメは藻場（海中林）構成種として重要であり、その消長は沿岸海産資源の利用に大きく影響する。近年ではこのような藻場の衰退（磯焼け）が報告されているが、その原因として高水温、透明度の低下、藻食性動物（ウニ、アイゴなど）による食害などがあると考えられている。海産資源の持続的利用のため、人為的なアラメの藻場造成や藻場再生が行われることがある。
「荒布」は春の季語である。

### 歴史
アラメはおそらく古くから食用とされてきた。『大宝律令』（701年）には「滑海藻」の記述があり、『養老律令』（757年）でも滑海藻は調の1つに指定されている。ふつう「滑海藻」は、アラメのことであるとされる。また『延喜式』（927年）では、滑海藻の貢納国として、伊勢国、志摩国、紀伊国が指定されている。ただし上記のように、これらの地域にはアラメではなくサガラメが分布している。また"アラメ"の産地としては、『毛吹草』（1636年）でも伊勢国、紀伊国が挙げられ、明治初期には神奈川県、静岡県、三重県、和歌山県、徳島県、大分県、島根県が報告されている。"アラメ"の料理としては、『和名類聚抄』（平安時代中期）では「好物」（煮物）が、『大草流庖丁聞書』（室町時代）では「姫盛り」（アラメを盛ったもの）や「鷹の羽」（かまぼこの中にアラメを入れて焼いたもの）が、『料理物語』（1643年）では「汁」や「煮物」、「さかな」が記されている。

## 分類
2021年現在、アラメの学名としては Eisenia bicyclis (≡ Ecklonia bicyclis Kjellman, 1885) が使われているが、静岡県下田産の個体をもとに記載された Ecklonia wrightii Harvey, 1860 がシノニム（同物異名）であることが示唆されており、こちらの学名に変更される可能性がある。
アラメの近縁種としては、サガラメ（Eisenia nipponica）が知られている。サガラメはアラメに酷似するが、側葉から二次側葉が生じない点で異なる。サガラメは静岡県西部からの四国東部の太平洋岸に分布しており、アラメの分布域とは重ならない。サガラメ（相良布）の名は、静岡県相良町（現牧之原市）に由来する。上記のように（#利用）、サガラメは"アラメ"の名で食用とされることが多い。
| サガラメの分類の一例 - サガラメ Eisenia nipponica H. Kawai, S. Akita, K. Hashimoto & Hanyuda, 2020 シノニム: Eisenia arborea auct. non Areschoug |

アラメやサガラメを含むアラメ属は、茎の先端が二叉に分かれることでカジメ属（Ecklonia）と区別される。アラメ属とカジメ属は近縁であり、カジメ属にまとめられることもある。この場合、アラメの学名は Ecklonia bicyclis となる。ただし詳細な分子系統解析および形態形質からは、アラメ属とカジメ属から分けることが提唱されている。